# Dórida

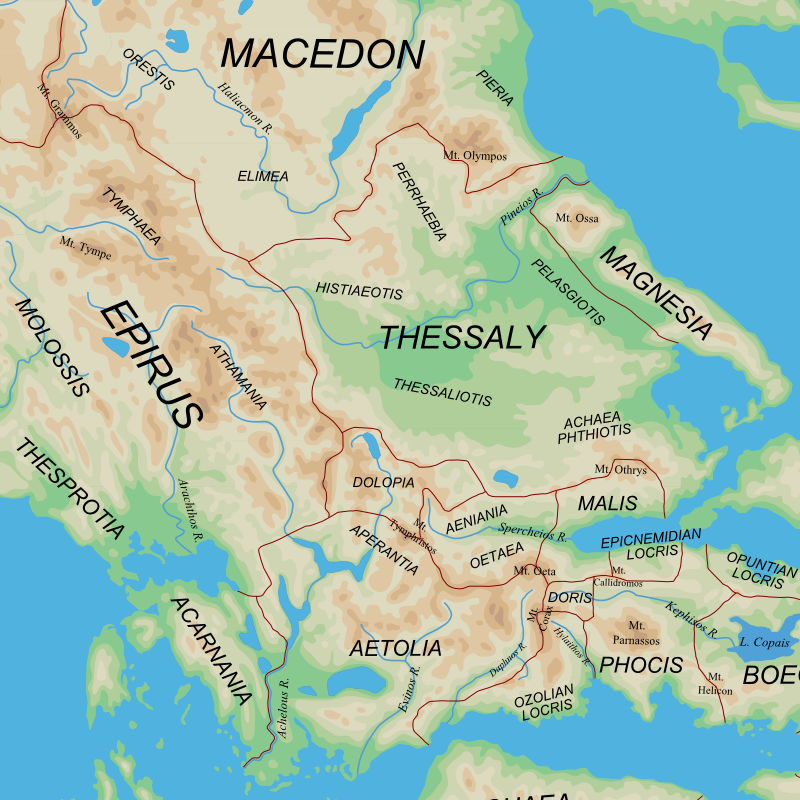
Situación de la Dórida (etiquetada como Doris) en Grecia continental.

Dórida o Dóride (en griego antiguo: ἡ Δωρίς: Eth. Δωριεύς, pl. Δωριῆς, Δωριεῖς; latín: Dores, Dorienses) es un pequeño distrito montañoso de la antigua Grecia continental limitado por la Etolia, la Tesalia, la Lócrida Ozoliana y la Fócida. 
Se encuentra entre los montes Eta y Parnaso y forma parte del valle del río Pindo (Πίνδος), un torrente tributario del Cefiso (al Pindo se le llama ahora Apostoliá). El valle se extiende hacia la Fócida, pero se halla a mayor altura que la hondonada del Cefiso, al mismo nivel de los pueblos de Drimea, Titronio, y Amficea, que pertenecen a las últimas poblaciones de la Fócida.

## Origen del nombre
El apelativo dorio, según la mitología griega, proviene del nombre Doro, que hace alusión a un hijo de Helén. 
Según la interpretacional tradicional, Doro se estableció en un lugar denominado, a su vez, Dóride. Heródoto relata que en la época del rey Deucalión, los dorios habitaban en la Ftiótide, más en concreto en la región denominada Histieótide, situada al pie de los montes Osa y Olimpo. Al ser expulsados de allí por los cadmeos, se mudaron al monte Pindo. De esta zona montañosa emigraron nuevamente, aunque se desconocen las causas, hasta la Driópide; y de allí al Peloponeso, donde recibieron el nombre final de dorios o raza dórica.
Sin embargo, en tiempos de Estrabón seguía existiendo una región denominada Dórida, entre los locrios occidentales y los orientales, en la que había una tetrápolis compuesta por las ciudades de Eríneo, Beo, Pindo y Citinio.
Apolodoro, por su parte, sostiene que Doro ocupó la región bañada por la orilla norte del golfo de Corinto, opuesta al Peloponeso, y los habitantes se denominaron dorios en honor a su líder mentor.
De acuerdo a esta descripción, la región dórica original debe haber comprendido todo el norte costero del golfo de Corinto, incluyendo Etolia, Fócida, y la región de la Lócrida ozoliana. Esta conjetura es la mayoritariamente aceptada por los investigadores, ya que la que proporciona Heródoto suena muy apegada al mito y a la tradición oral.